# Port Jebsen
Der Port Jebsen ist ein Naturhafen an der Westküste von Signy Island im Archipel der Südlichen Orkneyinseln. Er liegt zwischen dem Jebsen Point im Süden und dem Tioga Point im Norden.
Der Name der Bucht erscheint erstmals auf einer Landkarte, die auf den Vermessungen der Südlichen Orkneyinseln durch den norwegischen Walfängerkapitän Petter Sørlle zwischen 1912 und 1913 basiert. Wahrscheinliche Namensgeber sind Bernhard und Wilhelm Jebsen, Walfangunternehmer aus dem norwegischen Bergen, deren Schiff Tioga im Jahr 1913 in dieser Bucht sank.